# Schlacht an der Blutküste
Schlacht an der Blutküste (Originaltitel: Battle at Bloody Beach) ist ein US-amerikanischer Kriegsfilm aus dem Jahre 1961 von Herbert Coleman mit Audie Murphy in der Hauptrolle.

## Handlung
Als die japanische Armee die Philippinen angreift, wird das amerikanische Ehepaar Craig und Ruth Benson voneinander getrennt. In der Folgezeit schließt sich Benson einer Widerstandsgruppe an und versorgt sie mit Nachschub und kümmert sich um Verletzte und Versprengte. Mit der Hilfe des Funkers Marty Sackler nimmt Benson Kontakt zum Guerillaführer Julio Fontana auf. Fontana erklärt sich dazu bereit, Amerikaner in den Bergen zu verstecken. Im Gegenzug soll er dafür dringend benötigte Munition erhalten.
Benson findet heraus, dass sich seine Frau den Guerillas angeschlossen hat. Sie glaubte ihn tot und ist nun Fontanas Freundin. Benson und Fontana führen eine Gruppe Zivilisten zum Strand, von wo sie von einem U-Boot aufgenommen werden sollen. Die Japaner greifen an, Marty versucht schwimmend sein Funkgerät zu erreichen, um Hilfe zu holen. Doch er wird von einem Hai angegriffen und getötet. Benson kann dem Angriff entkommen. Er schleicht sich zu den Guerillas, die die Japaner ihrerseits angreifen. Das U-Boot taucht auf und nimmt die Zivilisten auf. Ruth entscheidet sich, Fontana zu verlassen und zu ihrem Ehemann zurückzukehren.

## Kritiken
Das Lexikon des internationalen Films bezeichnet den Film als „Abenteuerlich geschilderte Kriegserlebnisse […] Audie Murphy in seiner Standardheldenrolle.“

## Hintergrund
Der Film wurde im Juni 1961 in den Vereinigten Staaten uraufgeführt. In Deutschland erschien er einen Monat später erstmals in den Kinos.
Gedreht wurde auf der Insel Santa Catalina vor der Küste Kaliforniens.
Nach dem autobiografischen Zur Hölle und zurück (To Hell and Back, 1955) und Marschbefehl zur Hölle (War is Hell, 1960), bei dem er als Erzähler des Prologs fungierte, ist dies der dritte Kriegsfilm von Audie Murphy, dem höchstdekorierten US-Soldaten des Zweiten Weltkrieges.